# Nagelschelle

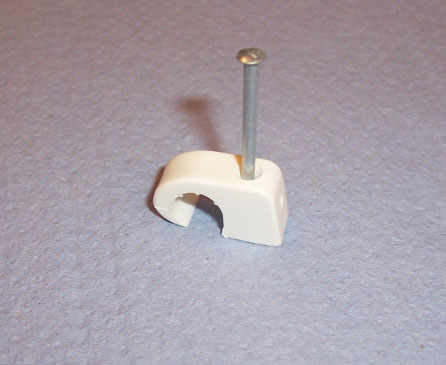
Nagelschelle 7–11 mm mit Nagel

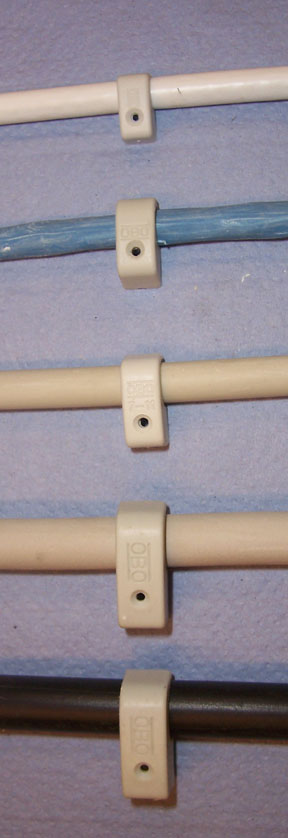
Auswahl an Nagelschellen mit Leitungen

Nagelschellen (auch Kabelschellen oder Expressschellen genannt) dienen in der Elektroinstallation zur Befestigung von elektrischen Leitungen auf dem Untergrund.
Nagelschellen bestehen meist aus Kunststoff. Hauptsächlich werden sie bei der Aufputzmontage zur Fixierung von Stromversorgungsleitungen auf Holz oder Mauerwerk eingesetzt.

## Montage
Meist werden Nagelschellen ihrem Namen gemäß mit Nägeln befestigt. 
Häufig sind passende gehärtete, verzinkte Stahlnägel mit ihrem spitzen Ende schon klemmend eingesteckt (siehe Bild) – Handelsbezeichnung Express-Schellen – oder zumindest beigelegt.
Klemmen, die dank elastischem, spitz auslaufendem Bogen das Kabel um mehr als 180° umfassen, halten schon am Kabel selbst und bleiben doch längs leicht verschiebbar, so dass die Montage in beengtem Raum (etwa in Möbeln) oder über Kopf an Decken erleichtert wird.
Schellen leisten zu einem gewissen Teil das Richten und Anpassen von Kabeln an ihren gewünschten Verlauf. Zur Befestigung mit dünnen Universal- oder Metallschrauben müssen sie in der Regel etwas aufgebohrt werden.
Nagelschellen werden bei Elektroleitungen und Telefonkabeln im Abstand etwa einer Hammerstiellänge und an Bögen (Kurven) oder Verteilern etwa 5 cm vor und hinter den Bögen oder den Verteilern angebracht. Dabei ist es üblich bei horizontal verlaufenden Leitungen, die Nägel unterhalb des Kabels anzubringen, um das Gewicht des Kabels über den Nagel aufzunehmen.
Schutzrohre für Kabel werden oft mit – schnappenden – Rohrschellen befestigt.